# Mníchova Lehota
Mníchova Lehota je obec na Slovensku, v okrese Trenčín v Trenčínském kraji. Žije zde přibližně 1 200 obyvatel.

## Historie
První písemná zmínka o vesnici pochází již z roku 1269. V roce 1708 se zde odehrála bitva u Trenčína mezi armádou Františka II. Rákócziho a císařskou armádou pod vedením generála Siegberta Heistera.

## Pamětihodnosti
Ve vesnici stojí římskokatolický gotický kostel Nejsvětější Trojice ze 14. století.
V roce 2012 byl v bočním údolí potoka Potôčka východně od vesnice náhodně nalezen depot měděných předmětů uložených v blízkosti skalního útvaru, v jehož blízkosti vedla cesta ze středního Pováží do Bánovské kotliny. Tvoří jej masivní plochá sekera, menší plochá sekera a dláto se zaobleným ostřím. Předměty byly vyrobeny nejspíše v první polovině čtvrtého tisíciletí před naším letopočtem, v závěrečném období epilengyelské kultury.